# Plouigneau
Plouigneau är en kommun i departementet Finistère i regionen Bretagne i västra Frankrike. Kommunen ligger i kantonen Plouigneau som tillhör arrondissementet Morlaix. År 2022 hade Plouigneau 5 039 invånare.

## Befolkningsutveckling
Antalet invånare i kommunen Plouigneau
Referens:INSEE